# 小沼崎バイパス
小沼崎バイパス（おぬまざきバイパス）は、福島県南会津郡下郷町を通る国道118号のバイパス道路である。
地域高規格道路会津縦貫南道路の一部を構成する。歩行者・自転車・軽車両は通行できない。

## 概要

### 概要データ
- 起点 - 南会津郡下郷町高陦字下居平[1]
- 終点 - 南会津郡下郷町小沼崎字釜ノ川[1]
- 全長 - 1.5 km
- 幅員 - 7.0 m (12.0 m)

### 概要の詳細
下郷町内（湯野上温泉北側）の現道は阿賀川（大川）と小野岳に挟まれた断崖絶壁に沿う線形の悪い狭隘な道路であり、かねてから落石や雪崩といった自然災害が発生による通行止めとが多発しており（防災点検要対策箇所に指定）、2.4kmに渡り異常気象時通行規制区間に指定されている。更にこの区間には迂回路となる幹線道路が確保されておらず、緊急輸送路としての信頼性が低い。また、2008年9月の国道289号甲子道路の開通により中通りや東北自動車道と下郷町のアクセスが改善されたことから行楽期において、観光地である大内宿の周辺で渋滞が多発しことから地域生活に影響を及ぼしていた。これらの理由から2002年度より地域高規格道路会津縦貫南道路第4工区としてバイパス建設が事業化され、2010年度より工事着手された。2024年（令和6年）3月3日に開通。当バイパスの開通により、災害時の代替路の確保のほか、南会津地域と会津若松市の所要時間短縮による地域の活性化や会津中央病院へのアクセス改善、行楽期の大内宿への観光客による渋滞の緩和が期待されている。

## 路線データ

### 道路施設
田代トンネル
- 全長：678.0 m
- 幅員：7.0（9.5）m
- 施工 - 三井住友建設・小野工業所特定JV

高陦字下居平乙から字上居平乙に至る。2018年10月に着工し、2020年2月21日に貫通式が行われた。地質が軟質岩や中硬岩で構成され、全体的に強い風化や変質を受けていることから新オーストリアトンネル工法が採用された。工事では三井住友建設が開発した覆工コンクリートの圧送自動化システムが初めて用いられた。銘板の文字は町立江川小学校の児童が揮毫したものである。
下郷大橋
- 全長342.5 m
  - 主径間（アーチスパン）：200.0m
- 幅員：7.0（9.5）m
- 形式：RC上路式固定アーチ橋
- 施工：川田建設・安部日鋼工業・三立土建JV

高陦字上居平乙から小沼崎字釜ノ川に至り、一級水系阿賀野川水系阿賀川本流を渡る。田代トンネル会津若松側坑口に隣接する急峻な地形に架設されている。中央のアーチスパンは200mと国内のRCアーチ橋では8位の長さである。中央アーチ部は両側のアーチアバットから約50mは斜吊り張出し架設工法、残りの中央部約100mはメラン工法が採用された。

### 接続路線
- 国道118号現道・国道121号湯野上バイパス（事業中）
- 国道118号（国道121号重用区間）現道（会津若松・米沢方面）